# Shoesmith (manzana)
Shoesmith es una  variedad cultivar de manzano (Malus domestica). 
Un híbrido del cruce de Lane's Prince Albert x Golden Noble. Criado en 1930 por George Carpenter en Byfleet, Surrey, Inglaterra. Exhibida por primera vez en 1930. Las frutas tienen una pulpa muy blanca, teñida de verde, suave y muy jugosa con un sabor subácido. Con unas buenas aplicaciones en la cocina.

## Sinonimia
- "H. Shoesmith"

## Historia
'Shoesmith' es una variedad de manzana, híbrido del cruce de Lane's Prince Albert x Golden Noble. Desarrollado y criado a partir de 'Lane's Prince Albert' mediante una polinización de 'Golden Noble', por George Carpenter en Byfleet, Surrey, Inglaterra, (Reino Unido) a principios del siglo XX. La fruta de este cruce fue exhibida por primera vez en 1930.
'Shoesmith' se cultiva en la National Fruit Collection con el número de accesión: 1957-270 y Accession name: Shoesmith.

## Características
'Shoesmith' árbol de extensión erguida, de vigor moderadamente vigoroso, portador de espuela. Tiene un tiempo de floración que comienza a partir del 9 de mayo con el 10% de floración, para el 14 de mayo tiene una floración completa (80%), y para el 20 de mayo tiene un 90% caída de pétalos.
'Shoesmith' tiene una talla de fruto medio; forma elipsoide, con una altura de 64.00mm, y con una anchura de 57.00mm; con nervaduras débiles; epidermis con color de fondo amarillo dorado, con un sobre color rojo, importancia del sobre color bajo, y patrón del sobre color lavado de un rojo pálido ruborizado en la cara expuesta al sol y marcado con manchas marrones dispersas, "russeting" (pardeamiento áspero superficial que presentan algunas variedades) bajo; la piel adquiere una débil sensación grasosa en la madurez; cálizpequeño y cerrado. situado en una cuenca estrecha y poco profunda; pedúnculo muy largo y delgado, colocado en una cavidad profunda y en forma de embudo; carne es de color blanco con reflejos verdosos, suave. Sabor muy jugoso.
Listo para cosechar a principios de octubre. Se conserva bien durante tres meses en cámaras frigoríficas.

## Usos
Una buena manzana de uso en cocina. Hace una deliciosa salsa de manzana agridulce. También de uso para sidra.

## Ploidismo
Diploide, auto estéril. Grupo de polinización: Grupo D, Día 14.